# Ambergris Caye
Ambergris Caye – największa wyspa Belize, znajdująca się na Morzu Karaibskim. Administracyjnie należy do dystryktu Belize, który obejmuje również trzy inne wyspy: Caye Caulker, Goff’s Caye. i St. George's Caye.
Jest popularnym ośrodkiem wypoczynkowym. Turystów przyciągają liczne plaże i rafy koralowe, w tym Rezerwat Rafy Koralowej Belize, obejmujący najdłuższy na Karaibach (i trzeci najdłuższy na świecie) odcinek rafy koralowej. 6 km na południowy wschód od jedynego na wyspie miasta, San Pedro, znajduje się Morski Rezerwat Hol Chan, obejmujący obszar 8 km² płytkowodnych korali. 100 km w głąb morza położona jest na atolu Lighthouse Reef wielka podmorska studnia Great Blue Hole.
Wyspa posiada rozbudowaną infrastrukturę turystyczną z hotelami i ośrodkami sportów wodnych (nurkowanie, windsurfing, kajakarstwo). Kurort San Pedro stanowi centrum rozrywkowe wyspy; znajdują się tam liczne bary, kluby i restauracje.